# Братский корпус Вяжищского монастыря
Братский корпус — памятник архитектуры. Расположен в Вяжищском монастыре.
Точная дата постройки неясна, в источниках есть вызывающие сомнения указания на 1708 год. В описи 1739 года кельи упоминаются как состоящие из двух корпусов, двухэтажного казначейского и одноэтажного братского; исходя из разницы между существующей постройкой и её описаниями, предполагается, что здания были перестроены, то есть одноэтажная часть была надстроена и объединена с двухэтажной. У двухэтажного корпуса с севера выступают два ризалита, из них восточный шире западного. Лопатки делят фасады на прясла.
Известно, что в 1827—1828 годах по проекту губернского архитектора И. Дмитрова два ряда кирпича у карниза были разобраны, после чего вместо них было выложено четыре ряда, была заменена конструкция крыши и кровля, здание перепланировано и отремонтировано. Известно, что были и иные перестройки.
Во время Великой Отечественной войны здание несильно пострадало, но всё же его требовалось срочно отремонтировать. Обмеры прошли в 1950-е годы, в 1960-е Л. Е. Красноречьев и Н. Н. Кузьмина выполнили проект капитального ремонта, который начался, но был остановлен из-за недостатка средств; в 1980-е годы ремонт возобновили, в 1982 году здание с технической точки зрения было предаварийным. В итоге в 1980—1990-е годы состоялся ремонт без архитектурного надзора с восстановлением первоначальной формы окон согласно проекту, по следам.